# 高燕 (1958年)
高燕（1958年11月1日—），女，河北泊头人，生于北京，中华人民共和国政治人物。

## 生平
高燕是河北泊头市交河鎮人。1982年毕业于中国人民大学，后进入外经贸部工作。1985年4月加入中国共产党。2003年，担任商务部办公厅主任、新闻办主任、新闻发言人。2003年8月任中国国际贸易促进委员会副会长，兼任日本爱知世界博览会中国政府代表、2010上海世界博览会组织委员会委员。2006年，担任中央人民政府驻澳门特别行政区联络办公室副主任。2013年5月，担任中华人民共和国商务部副部长。2018年8月，出任中国国际贸易促进委员会会长，2022年1月卸任。